# Tetralix
Tetralix é um género botânico pertencente à família Malvaceae.
1. ↑  «Tetralix — World Flora Online». www.worldfloraonline.org. Consultado em 19 de agosto de 2020